# Мистраль (переносной зенитный ракетный комплекс)

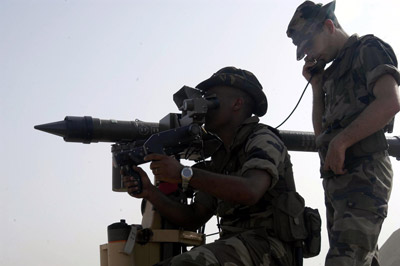
Пусковой расчет ПЗРК «Мистраль»

«Мистра́ль» (фр. Mistral) — переносной зенитный ракетный комплекс, предназначенный для поражения низколетящих вертолётов и самолётов противника. Разработан во Франции компанией MBDA.
В 1987 году «Мистраль» принят на вооружение сухопутных войск Франции.
В 2000 году принят на вооружение и поставляется собственным вооружённым силам и на экспорт усовершенствованный вариант, «Мистраль 2». Обе модификации стоят на вооружении 25 стран мира.

## История создания
Главным разработчиком комплекса являлась французская фирма "Matra". Боевая часть была разработана  "Manufacture de Machines du Haut Rhin SA", "Societe Anonyme de Telecommunications" предоставила инфракрасную головку самонаведения.
К разработчикам предъявлялись требования по абсолютной унификации, с единой ракетой для всех типов носителей. Полномасштабные работы  были начаты в 1980 году. После испытаний в конце 80-х комплекс был принят на вооружение под названием «Mistral». На данный момент произведено более 160000 комплексов различных модификаций.

## Описание
Система управления: инфракрасная пассивная головка самонаведения.

## Модификации

### Albi
Представляет собой съёмный обитаемый боевой модуль башенного типа на две ракеты, предназначается для оборудования/переоборудования единиц авто- и бронетехники в самоходный ЗРК. Элементы пускового устройства взаимозаменяемы с переносным вариантом. Может оснащаться радиолокационным запросчиком.

### Atlas
Представляет собой ограниченно носимую вращающуюся установку с направляющими на две ракеты и сиденьем оператора. Может размещаться в открытом автомобильном кузове или на стационарной огневой позиции.

## ТТХ
- Длина (ракеты): 1,8 м
- Масса(ракеты): 19 кг
- Масса (пусковой установки): 24 кг
- Макс. скорость: 800 м/с (M2,6)
- Дальность стрельбы: 500-6000 м
- Макс. высота цели: 3000 м
- Масса боевой части: 3 кг

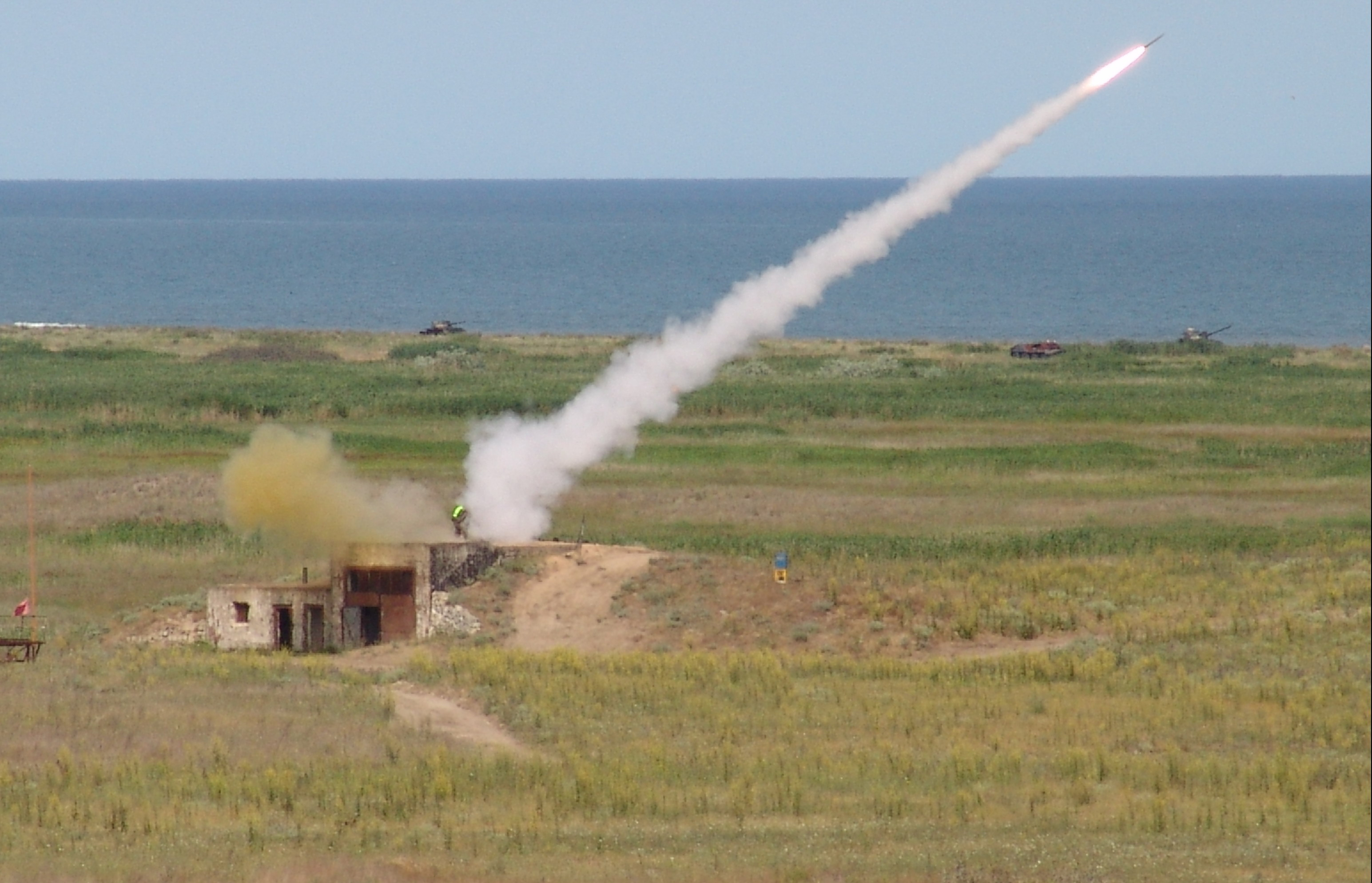
Пуск ракеты Mistral в ходе румыно-французских совместных учений (2007) на полигоне Бабадан (Румыния).

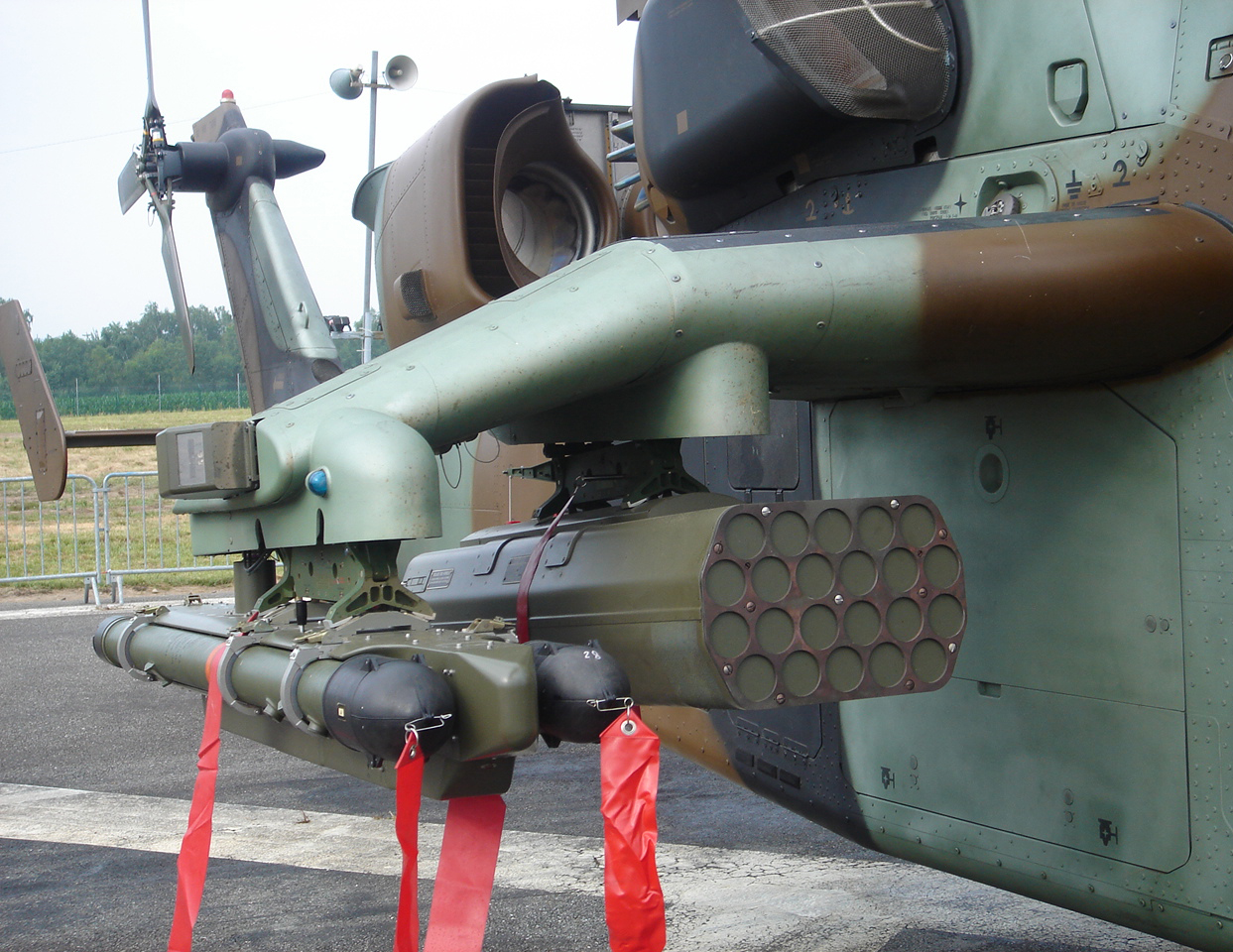
Две ракеты Mistral на балочном держателе вертолёта Eurocopter Tiger HAP сухопутных войск Франции

- Тип боевой части: осколочная с готовыми (приблизительно 1800 шт.) осколками сферической формы из вольфрамового сплава. Взрыватель - неконтактный лазерный.